# Diospyros malabarica
Diospyros malabarica là một loài thực vật có hoa trong họ Thị. Loài này được (Desr.) Kostel. mô tả khoa học đầu tiên năm 1834.

## Hình ảnh

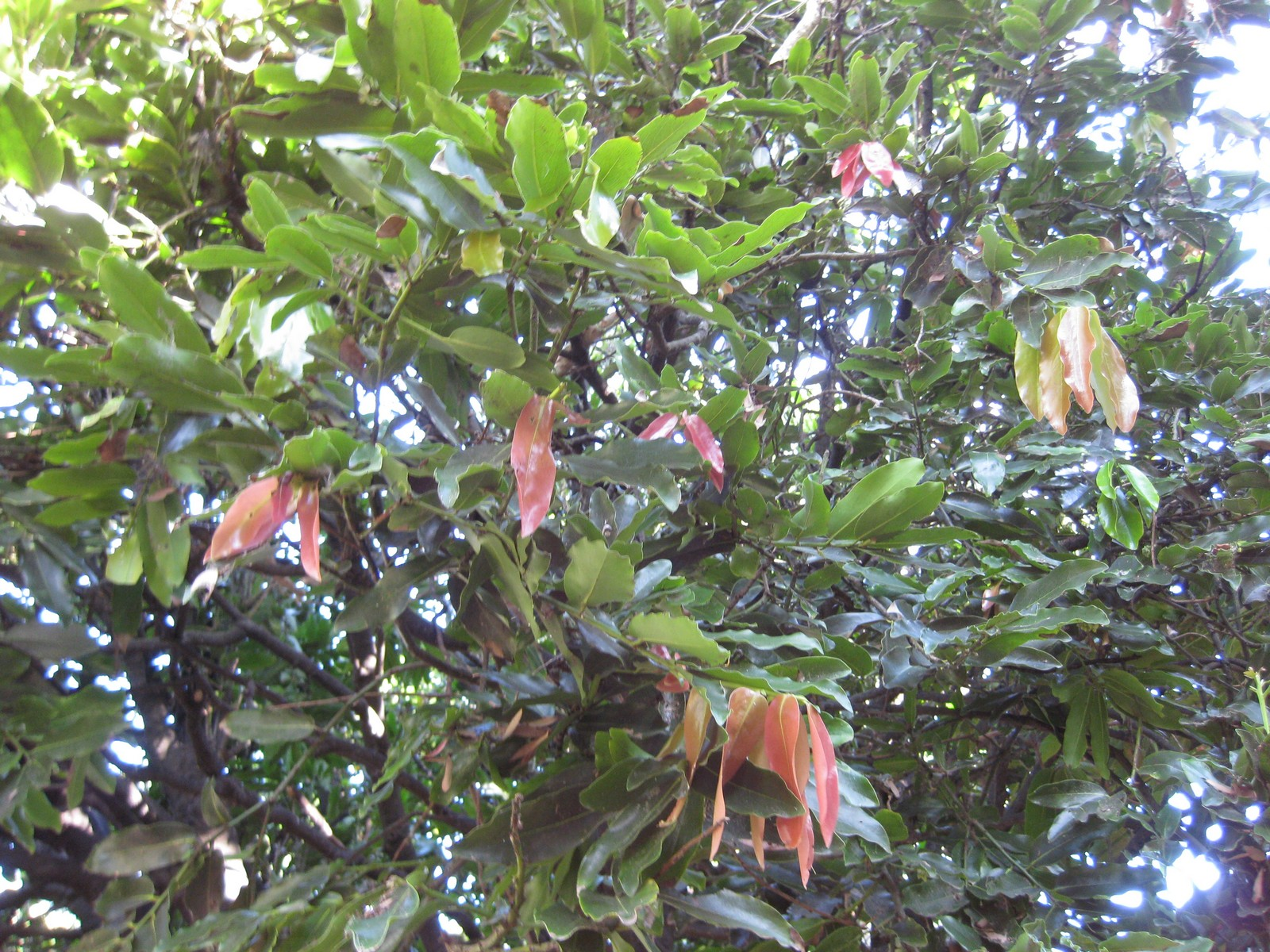
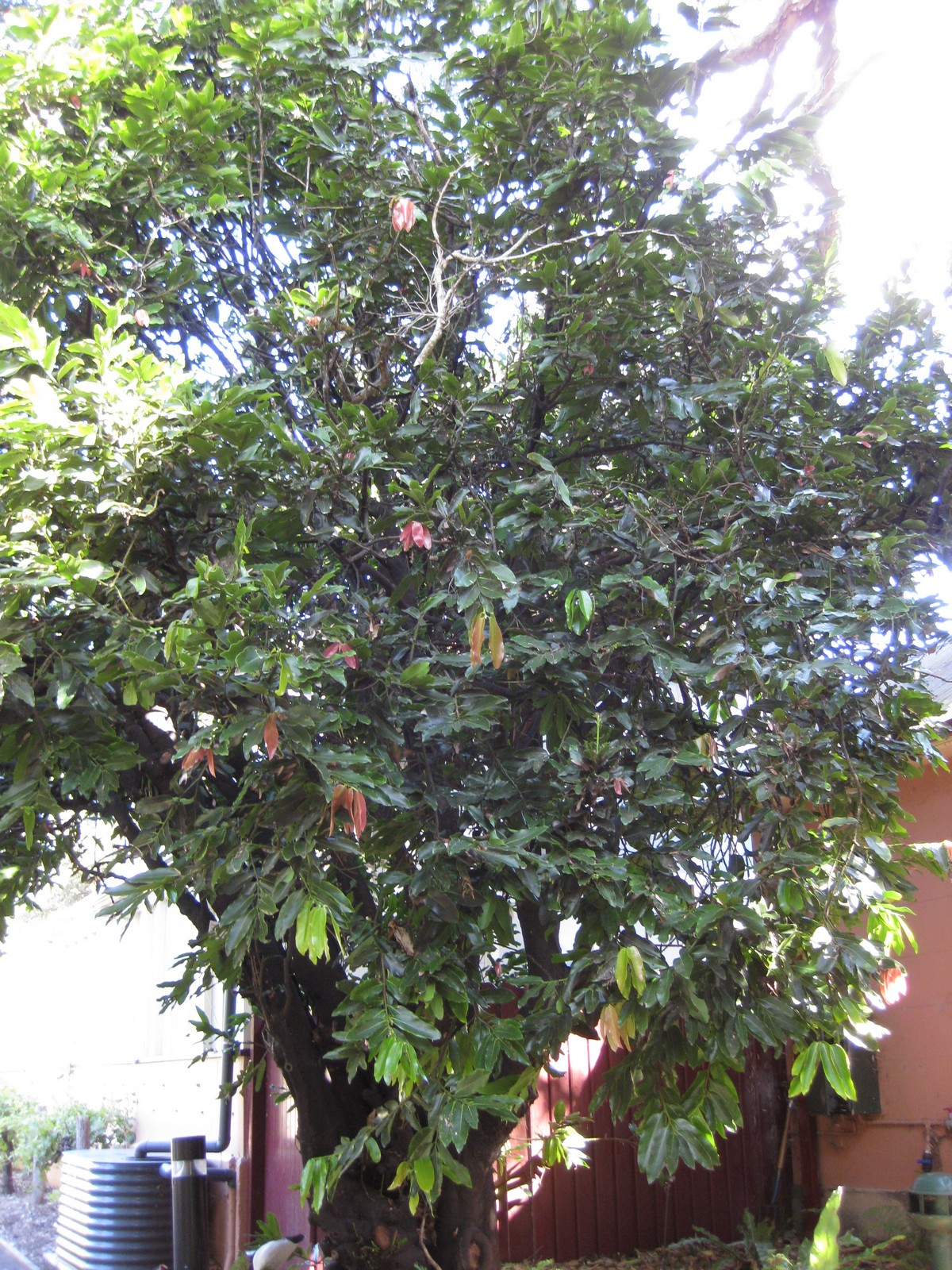
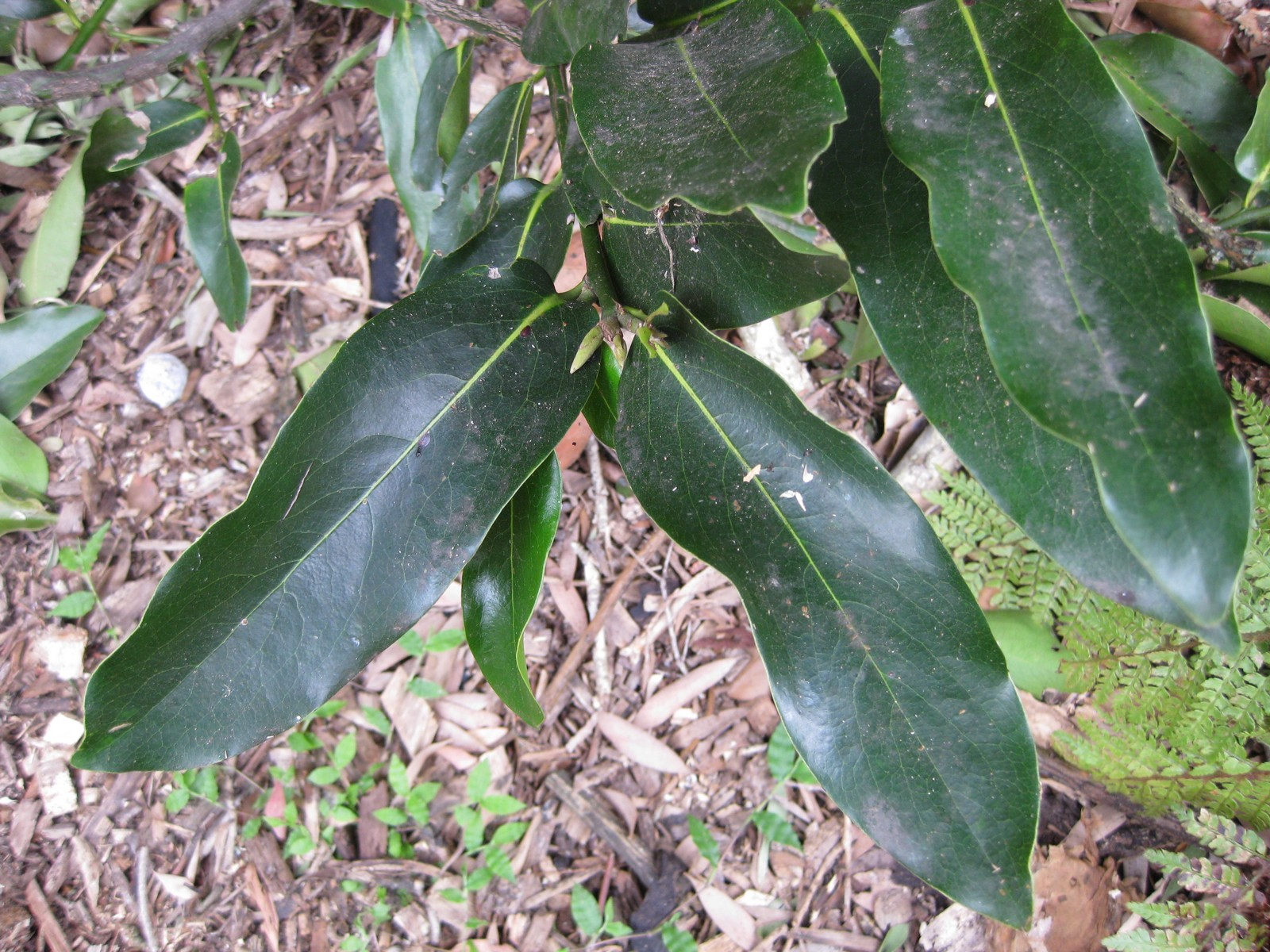
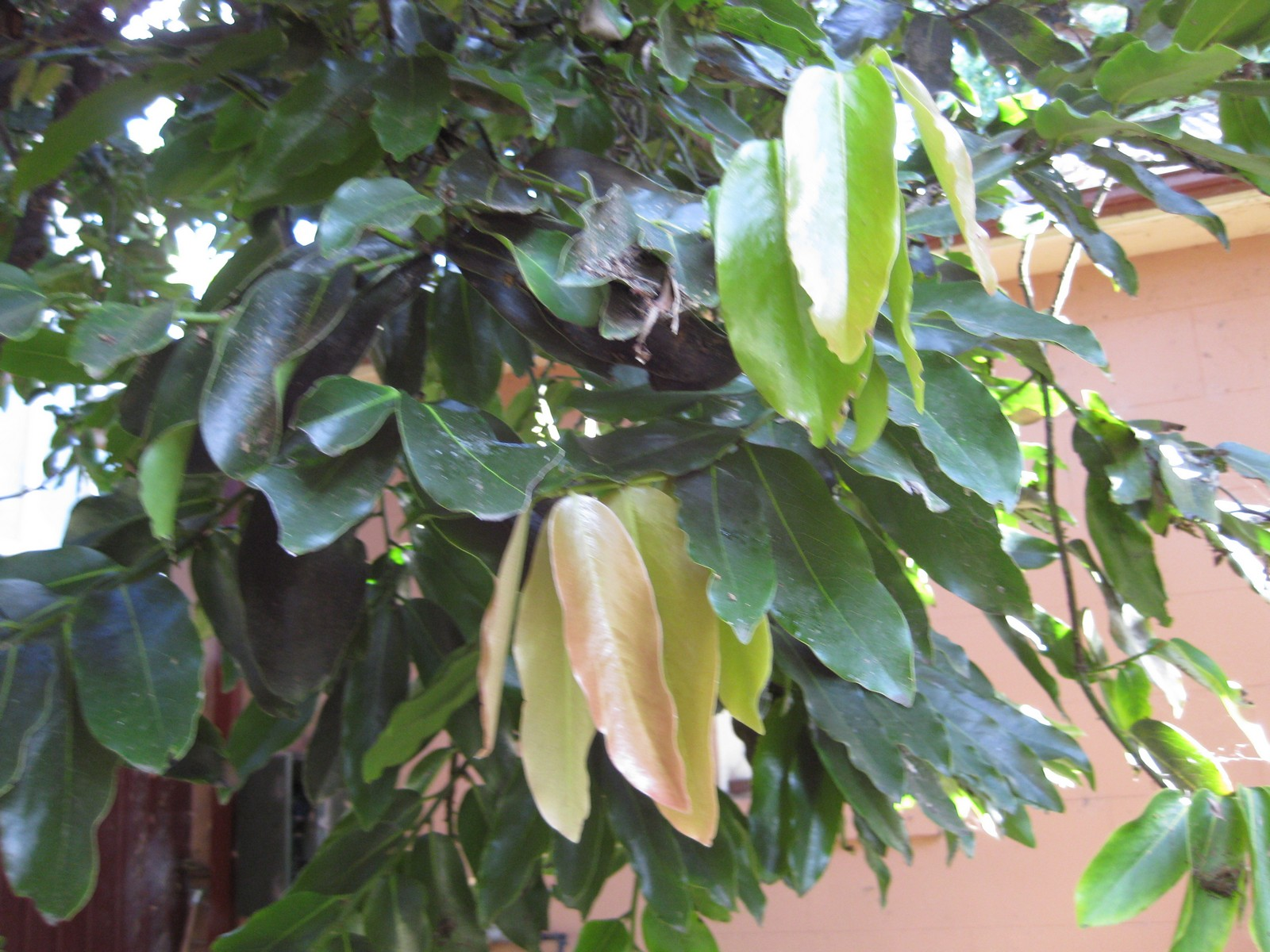